# Parade (Plastic Treeのアルバム)
『Parade』（パレード）は、Plastic Treeのメジャー通算3枚目のオリジナルアルバム。2000年8月23日発売。発売元はワーナーミュージック・ジャパン。

## 概要
前作『Puppet Show』から約2年ぶりのリリース。シングル表題曲・カップリング曲5曲を含めた12曲が収録されている（6thシングル『ツメタイヒカリ』は未収録）。2010年8月25日に再発盤が発売された（収録内容は同一）。
初回盤特殊パッケージ仕様、スペシャルフォトブックレット付。
Plastic Treeで最も売り上げ枚数の多いアルバムである。

## 収録曲
1. エーテル [4:15][1]
  - 作詞：竜太朗、作曲：Tadashi、編曲：Plastic Tree & 成田忍
2. ロケット [4:41][1]
  - 作詞：竜太朗、作曲：Tadashi、編曲：Plastic Tree & 成田忍
  - 8thシングル。
  - TBS系『筋肉精鋭』エンディングテーマ。
3. スライド. (Ver.2.0) [4:07][1]
  - 作詞：竜太朗、作曲：Tadashi、編曲：Plastic Tree & 成田忍
  - 7thシングル。再レコーディングとリミックスが行われている[3]。
  - テレビ朝日系『ミッドナイトマーメイド』エンディングテーマ。
  - 毎日放送『爆烈!シャンプー』エンディングテーマ。
4. 少女狂想 [3:54][1]
  - 作詞：竜太朗、作曲：Tadashi、編曲：Plastic Tree & 成田忍
5. ベランダ. (Ver.1.0) [3:48][1]
  - 作詞：竜太朗、作曲：Tadashi、編曲：Plastic Tree & 成田忍
  - 7thシングル『スライド.』のカップリング曲。
6. 空白の日 [5:39][1]
  - 作詞・作詞：竜太朗、編曲：Plastic Tree & 成田忍
7. 十字路 [3:22][1]
  - 作詞・作詞：竜太朗、編曲：Plastic Tree & 成田忍
8. トレモロ (Ver.2.0) [4:56][1]
  - 作詞・作詞：竜太朗、編曲：Plastic Tree & 成田忍
  - 4thシングル。再レコーディングとリミックスが行われている[3]。
  - テレビ朝日系『Mew』1999年3月度オープニングテーマ。
9. 睡眠薬 [4:44][1]
  - 作詞：竜太朗、作曲：Tadashi、編曲：Plastic Tree & 成田忍
10. bloom [4:04][1]
  - 作詞：Tadashi、作詞：Akira、編曲：Plastic Tree & 成田忍
11. Sink (Ver.2.0) [5:00][1]
  - 作詞：竜太朗、作曲：Tadashi、編曲：Plastic Tree & 成田忍
  - 5thシングル。再レコーディングとリミックスが行われている[3]。
  - よみうりテレビ・日本テレビ系全国ネットアニメ『金田一少年の事件簿』エンディングテーマ。
12. そしてパレードは続く [5:19][1]
  - 作詞：竜太朗、作曲：Tadashi、編曲：Plastic Tree & 成田忍

## 収録ベスト・アルバム
- 『Cut 〜Early Songs Best Selection〜』（#11）
- 『Single Collection』（#2、#3、#8、#11）
- 『Premium Best』（#3、#11）
- 『Best Album 白盤』（#5、#6）
- 『Best Album 黒盤』（#3、#11）
- 『B面画報』（#5）
- 『ALL TIME THE BEST』（#2、#4、#8、#11）
- 『Premium Best 〜2010 Expanded Edition〜』（#3、#11）